# Porto Foxi
Porto Foxi is een belangrijke haven bij de plaats Sarroch, in de provincie Cagliari, in Zuid-Sardinië.
Bij Sarroch, dat niet ver ligt van de hoofdstad van het eiland, Cagliari, bevindt zich een zeer groot industriegebied. Veel van het transport hiervoor gaat via de haven van Porto Foxi. Onder meer voor de verwerking van aardolie bij de olieraffinaderij vindt zeer veel transport plaats.